# Сивирин, Лука Сазонович
Лука Сазонович Сивирин, другой вариант отчества — Сазанович (1912, село Беркозовка, Каневский уезд, Киевская губерния, Российская империя — 1982, Григорьевский сельсовет, Артёмовский район Донецкая область, Украинская ССР) — управляющий фермой свиноводческого совхоза имени Калинина Министерства совхозов СССР, Артёмовский район Сталинской области, Украинская ССР. Герой Социалистического Труда (1949).

## Биография
Родился в 1912 году в крестьянской семье в селе Беркозовка Каневского уезда. С раннего возраста трудился в сельском хозяйстве. С 1938 года член ВКП(б). В июне 1941 года призван в Красную Армию по мобилизации. Участвовал в Великой Отечественной войне с июля 1942 года. Воевал при обороне Кавказа. В октябре 1942 года получил тяжёлое ранение. После излечения в госпитале с января 1944 года служил заместителем командира по политической части 2-го стрелкового батальона 572-го стрелкового полка 135-го стрелкового корпуса 26-й Армии. За храбрость при форсировании Дуная представлен к званию Героя Советского Союза, за этот подвиг был награждён Орденом Красного Знамени. После демобилизации возвратился на родину.
В первые послевоенные годы трудился управляющим откормочной фермой свиноводческого совхоза имени Калинина с центральной усадьбой в посёлке имени Калинина (сегодня — посёлок Калиновка) Артёмовского района.
На начало 1948 года труженики откормочной фермы содержали 602 свиней. По итогам этого года было получено по 27,3 килограмма среднесуточного привеса на каждую голову. Указом Президиума Верховного Совета СССР от 24 сентября 1949 года удостоен звания Героя Социалистического Труда за «получение высокой продуктивности животноводства в 1948 году» с вручением ордена Ленина и золотой медали «Серп и Молот» (№ 4728).
Этим же указом званием Героя Социалистического Труда были награждены директор совхоза имени Калинина Алексей Кузьмич Макогон, старший зоотехник Фёдор Степанович Зинченко, старший ветеринарный врач Иван Емельянович Рудой, управляющий фермой Савелий Стефанович Иваненко, труженики совхоза бригадир Семён Афанасьевич Задорожний, свинарки Анастасия Митрофановна Архипкина, Полина Филипповна Братчикова, Меланья Лукьяновна Косенко, Зоя Семёновна Решетняк и Фёкла Лазаревна Юхно.
Избирался делегатом XXII съезда КПСС (1961). 
После выхода на пенсию проживал на территории Григорьевского сельсовета Артёмовского района. С 1972 года — персональный пенсионер союзного значения. Умер в 1982 году.
Память
В посёлке Мангуш на Аллее Героев установлен памятный знак в его честь.
Награды
- Герой Социалистического Труда
- Орден Ленина
- Орден Красного Знамени (16.07.1945)
- Орден Отечественной войны 2 степени (30.05.1945)
- Медаль «За победу над Германией в Великой Отечественной войне 1941—1945 гг.»
- Медаль «За трудовую доблесть» (23.08.1950).